# Route 31 (Colombie-Britannique)
La Route 31 est une route sud / nord dans la Chaîne Selkirk en Colombie-Britannique. La route a été numérotée en 1973. Elle est l'une des rares routes provinciales qui n'est pas entièrement asphaltée. La route 31 parcourt un total de 175 km (109 mi). Sur son trajet, elle longe la rive ouest du Lac Kootenay entre Balfour et Kaslo. Après Kaslo, elle longe la rivière Duncan et la rivière Lardeau de même que la rive nord du Lac Trout. Elle prend fin à la jonction avec la route 23 à Galena Bay.
La route est constituée de gravier entre Meadow Creek, à la pointe nord du Lac Kootenay, et le Lac Trout.
Le segment entre Lardeau et Gerrard faisait probablement partie d'une voie ferrée. Celle-ci a été convertie en route au début des années 1940.

## Intersections majeures
| District régional     | Ville      | km     | Destinations                            | Notes                             |
| --------------------- | ---------- | ------ | --------------------------------------- | --------------------------------- |
| Central Kootenay      | Balfour    | 0,00   | BC-3A – Nelson, Creston                 | La BC-31 sud devient la BC-3A sud |
| Central Kootenay      | Kaslo      | 35,79  | BC-31A ouest – New Denver               | Terminus est de la BC-31A         |
| Columbia-Shuswap      | Galena Bay | 175,37 | BC-23 – Nakusp, Shelter Bay, Revelstoke |                                   |
| - Transition de route |            |        |                                         |                                   |

## Route 31A
La Route 31A, laquelle a aussi ouvert en 1973, est une route de 47 km (29 mi) reliant la route 31 à Kaslo à la route 6 à New Denver.

### Intersections majeures
| District régional | Ville      | km    | Destinations                             | Notes |
| ----------------- | ---------- | ----- | ---------------------------------------- | ----- |
| Central Kootenay  | New Denver | 0,00  | BC-6 – Nelson, Vernon, Nakusp            |       |
| Central Kootenay  | Kaslo      | 46,50 | BC-31 – Nelson, Meadow Creek, Trout Lake |       |
|                   |            |       |                                          |       |